# Водонапорная башня (Черкассы)
Шу́ховская ба́шня — стальная гиперболоидная водонапорная башня в Черкассах, построенная по проекту инженера В. Г. Шухова. Одна из первых в мире гиперболоидных конструкций. Памятник архитектуры XX века.

## Описание

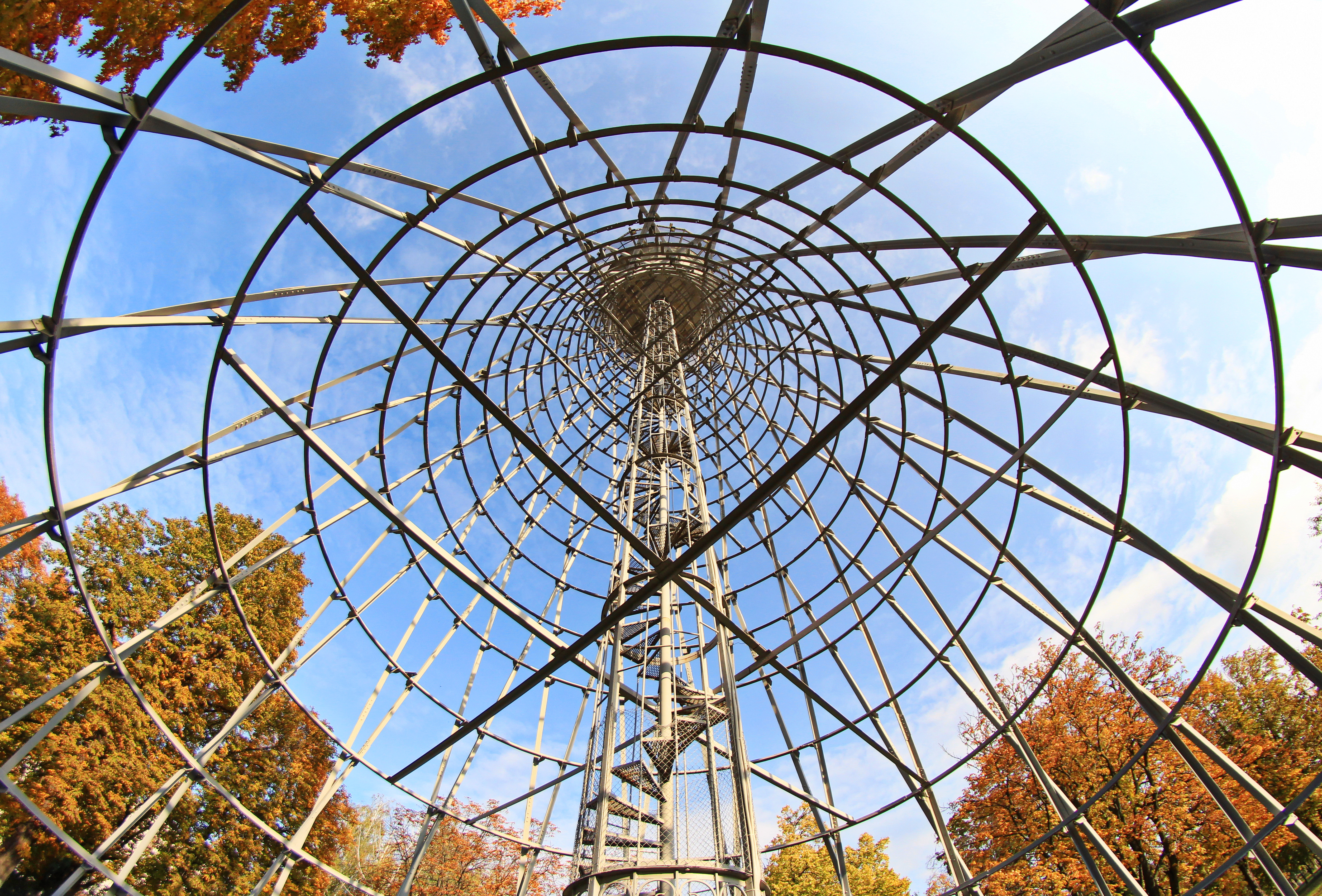
Стальное кружево башни

Гиперболоидная башня была построена в 1914 году, когда город использовал для водоснабжения подземные воды. Тогда она играла роль водонапорной башни и подавала воду в здании высотой до 30 м. В декабре 1944, во время Второй мировой войны, немцы, отступая из города, разрушили башню. После войны было решено отстроить уникальную конструкцию. Полностью башню отстроили только в 1949 году.

## Современное состояние
В 1975 году город перешел на водоснабжение из Днепра и от использования башни отказались. Сегодня она является уникальным архитектурным сооружением, ведь из всех башен, которые построил Владимир Шухов, а их чуть больше 200, в мире осталось только 20.
Именно из-за её уникальности башней интересуются учёные и научные учреждения всего мира. Весной 2011 года конструкцией заинтересовался руководитель международного научного проекта профессор Мюнхенского технического университета в Германии Манфред Шуллер и посольство ФРГ на Украине. В течение двух недель летом они провели деформационные замеры и составили документацию конструкции. Исследование проводилось в рамках немецко-австрийско-швейцарского проекта «Лёгкие металлоконструкции В. Г. Шухова».